# Sture
| Till vänster vapnet för Stureätten med gumsehuvud och till höger sjöbladsättens vapen. |  | Till vänster vapnet för Stureätten med gumsehuvud och till höger sjöbladsättens vapen. |
| Till vänster vapnet för Stureätten med gumsehuvud och till höger sjöbladsättens vapen. |  |                                                                                        |

| Till vänster vapnet för Stureätten med spets nedifrån och till höger ätten Natt och Dags vapen. |  | Till vänster vapnet för Stureätten med spets nedifrån och till höger ätten Natt och Dags vapen. |
| Till vänster vapnet för Stureätten med spets nedifrån och till höger ätten Natt och Dags vapen. |  |                                                                                                 |

Sture är ett namn som bars och ärvdes inom flera danska och svenska släkter med olika vapen och sköldemärken. Tre av Stureätterna uppträder samtidigt under 1300-talets förra hälft. En av dem kallas äldre Stureätten eller sjöbladsätten och förde tre sjöblad (näckrosblad) i sitt vapen. Två grenar av ätten Natt och Dag använde Sturenamnet. Stureätterna har haft stort inflytande över svensk historia. Detta har gjort att namnet Sture använts flitigt i nyare sammanhang vid till exempel namngivningar av gator, för att anknyta till stadens eller bygdens betydelsefulla historia. Benämningen sturarna används ibland för att hänvisa till de svenska riksföreståndarna under Kalmarunionens sista tid, Sten Sture den äldre, Svante Nilsson (Sture) och Sten Sture den yngre (av vilka den förre inte var närmare släkt med de två senare), eller deras anhängare; se vidare sturepartiet.
I Stockholm har namnet Sture fått ge namn åt gatan Sturegatan och torget Stureplan. Andra ställen där Sturenamnet gör sig påmind är trakterna kring jaktslottet Ekesjö, strax utanför centrala Sävsjö i Småland. Den välkända Stureosten ystades ursprungligen på Sävsjö mejeri, därav namnet.

## Sture I: (gumsehuvud)
Uradel från Ås härad, känd med Rörik Sture från år 1310, som då var en av hertig Eriks män. Rörik Sture tillhörde västgötafrälset, och  var troligen släkt med den så kallade Sjöbladsätten. Ätten dog ut senast år 1454. De sista medlemmarna var då i huvudsak bosatta i Småland.

## Sture II: Danska Stureätten
Det fanns också en dansk släkt Sture, lågfrälse, känd från 1300-talet, utslocknad på svärdssidan 1563, boende på ön Als. Förde i vapnet en stör (fisk).

## Sture III: Äldre Sture eller Sjöbladsätten
Ytterligare en medeltida frälseätt från Ås härad, troligen besläktad med den förra, känd från 1310 med riksrådet Anund Sture. Ättens mest kända medlem var riksföreståndaren Sten Sture den äldre, med vilken den utslocknade 1503.

## Sture IV: Spets nedifrån
En ursprungligen dansk Stureätt, framträdde först i Vartofta 1367. Ätten slocknade på svärdssidan någon gång efter 1424, men den siste manlige medlemmen Sven Stures dotter Katarinas son Nils Bosson antog hans namn och grundade den yngre Stureätten (se nedan).

## Sture V: Yngre Sture
Denna ätt var egentligen en förgrening ur ätten Natt och Dag, men upptog Sturenamnet efter Nils Bosson Stures mor. Ur den framgick två riksföreståndare, Svante Nilsson, som själv inte kallade sig "Sture", samt Sten Sture den yngre. Flera medlemmar avrättades i Sturemorden. Ätten slöts 1616 med Svante Sture

## Sture VI: Friherrar Sture nr 187 (Natt och Dag)
- Natt och Dag i hjärtskölden.

Generalmajoren Sten Arvidsson upphöjdes 1720 till friherre och fick av ridderskapet och adeln tillstånd att föra namnet Sture eftersom han var avlägset släkt med de yngre Sturarna. Med hans sonsons son häradshövdingen Sten Miles Sture (1806–1875) slöts ätten på svärdssidan.